# Skidziń
Skidziń (do 2009 Skidzin) – wieś w Polsce położona w województwie małopolskim, w powiecie oświęcimskim, w gminie Brzeszcze.

## Historia
Notowano różne formy nazwy wsi w historii: Skidzin, Skidzyn, Skiedzeń w XV wieku Skedzen w 1581 roku Skidzień. Nazwę miejscowości w zlatynizowanej staropolskiej formie Skydzen wymienia w latach 1470–1480 Jan Długosz w księdze Liber beneficiorum dioecesis Cracoviensis .
W dokumencie sprzedaży księstwa oświęcimskiego Koronie Polskiej przez Jana IV oświęcimskiego wystawionym 21 lutego 1457 roku miejscowość wymieniona została jako Skedzey.
Skidziń był wsią szlachecką i należał do rodu Skidzińskich, których jako właścicieli wymienia w latach 1470–1480 Jan Długosz w Liber beneficiorum dioecesis Cracoviensis .
W 1564 roku wraz z całym księstwem oświęcimskim i zatorskim miejscowość leżała w Małopolsce w granicach Korony Królestwa Polskiego i znajdowała się w województwie krakowskim w powiecie śląskim. Po unii lubelskiej w 1569 roku księstwo Oświęcimia i Zatora stało się częścią Rzeczypospolitej Obojga Narodów w granicach, której pozostawało do I rozbioru Polski w 1772 roku.
Lustracja królewska z roku 1581 zanotowała wieś jako własność Walentego Skidzieńskiego, a w niej wykazała 5 łanów kmiecych, 6 zagrodników z rolą, 1 zagrodnika bez roli, 4 komorników z bydłem, 2 komorników bez bydła.
Po rozbiorach Polski wieś znalazła się w zaborze austriackim. W XIX-wiecznym Słowniku geograficznym Królestwa Polskiego miejscowość wymieniona jest w powiecie bialskim w Galicji. Według austriackiego spisu ludności w XIX wieku roku znajdowało się w niej 51 domów, w których mieszkało 303 mieszkańców, w tym 140 mężczyzn oraz 163 kobiety. 294 osoby były katolikami, a 9 osób wyznawało judaizm.
W latach 1975–1998 miejscowość administracyjnie należała do województwa katowickiego. Po reformie administracyjnej z 1999 roku wieś włączono w granice Małopolski.

## Zabytki
Obiekt wpisany do rejestru zabytków nieruchomych województwa małopolskiego.
- Dawny dwór – ul. Piwna 2.